# Long weekend
Long weekend is een hoorspel van Giles Cooper. Before the Monday werd op 4 juni 1959 uitgezonden door de BBC. Aad Angevaare vertaalde het en de KRO zond het uit in het programma Dinsdagavondtheater op dinsdag 23 maart 1971. Cees Smal speelde trompet. De regisseur was Willem Tollenaar. Het hoorspel duurde 47 minuten.

## Rolbezetting
- Jan Borkus (Desmond)
- Wam Heskes (Alfred)
- Maria Lindes (Jane)

## Inhoud
De bloemenverkoopster Jane brengt een besteld boeket naar een woning. Ze vindt een half uitgehongerde, uitgeputte man, die verklaart dat hij al dagenlang niet meer in staat is op te staan. Vrouw en kinderen zouden met vakantie aan het meer zijn en tijdens hun afwezigheid maakten de verschrikkelijkste depressies hem murw. Jane offert enkele uren van haar vrije tijd op en verricht in alle onbevangenheid ware wonderen van verandering bij de man, die zich reeds in de klauwen van de dood waande…